# Koufonísi (ort)
Koufonísi (Koufonisi) är en ort i Grekland.   Den ligger i prefekturen Kykladerna och regionen Sydegeiska öarna, i den sydöstra delen av landet, 200 km sydost om huvudstaden Aten. Koufonísi ligger 85 meter över havet och antalet invånare är 391. Den ligger på ön Nisída Koufonísion.
Terrängen runt Koufonísi är platt norrut, men åt sydväst är den kuperad.  Närmaste större samhälle är Filótion, 15,8 km nordväst om Koufonísi. 